# Mode alternatif de règlement des conflits
Pour les articles homonymes, voir ADR.
Les modes alternatifs de règlement des conflits (« MARC ») ou modes alternatifs de règlement des différends (« MARD ») sont des pratiques amiables placées en regard des systèmes mis en place par les États pour le règlement judiciaire d'un différend. En anglais, il s'agit des ADR, soit Alternative Dispute Resolution.
Les MARD ont fait l'objet en mars 2021 d’un rapport de la cour d’appel de Paris qui souhaite les promouvoir.

## Généralités
Selon les enjeux, on parle également de :
- MARL - le L signifiant Litiges
- MARD - le D signifiant Différend

Les modes alternatifs de résolution des conflits ou MARC se rapportent aux processus et aux techniques de résolution de conflit en dehors des procédures contentieuses.
La pratique la plus connue des MARC est aujourd'hui la médiation. Les intérêts que présentent ces modes sont les suivants :
- absence de lourdeur dans les procédures ou processus ;
- coûts contrôlés de la prestation choisie ;
- stricte confidentialité dans les échanges ;
- solution « sur mesure » choisie par les parties, et non imposée par un juge.

Un mode de règlement des conflits est considéré comme alternatif au regard du système de décision auquel il est fait référence de manière conventionnelle, c'est-à-dire du système judiciaire.
Tout processus tendant à permettre à des parties en conflits de rechercher et d'accepter amiablement une solution pour cesser le conflit sera considéré comme alternatif, considérant qu'une décision judiciaire imposerait une décision. De même, dans une relation contentieuse avec une administration, la pratique de la négociation ou de l'intervention d'un tiers évitant le recours à une procédure sera considérée comme alternative. A noter que le mode d’intervention privilégiée du Défenseur des droits est la voie amiable.

## Discussion
La discussion porte souvent sur l'usage du qualificatif alternatif. À savoir, un mode alternatif devrait présenter deux possibilités. Or, dans cet usage alternatif signifie une autre possibilité que le conflit judiciaire, sans offrir deux voies possibles.

### Arbitrage
L'arbitrage en matière contentieuse consiste à faire appel à un tiers en dehors du système judiciaire. Ce tiers - qui peut être un collège de personnes missionnées par les parties - est chargé par les protagonistes d'instruire l'affaire, d'écouter les parties et de prendre une décision.

### Conciliation
La conciliation consiste dans le recours à un tiers, ayant le plus généralement le statut de conciliateur de justice, dans le cadre d'une procédure judiciaire (conciliation dite déléguée) ou en dehors d'une procédure judiciaire (conciliation dite extra-judiciaire ou conventionnelle), le rôle du conciliateur étant d'écouter les parties et de leur faire une proposition de règlement du différend.

### Médiation
La médiation est généralement considérée comme une méthode en dehors des influences juridiques, morales et culturelles qui a pour objectif de permettre aux parties, accompagnées dans leur réflexion par le médiateur, de trouver la solution la plus satisfaisante possible pour elles - non pour le tiers médiateur.

### Négociation
La négociation consiste dans la recherche d'un accord. Il existe plusieurs types de négociation. Le principe premier d'une négociation s'inscrit dans les rapports de force. Il s'agit de faire passer habilement ses idées en fondant l'intérêt de l'autre sur l'ambition ou l'espoir. D'autres principes de négociation sont développés actuellement, mais avec peu de succès: sans-perdant ou gagnant-gagnant et la négociation contributive, cette dernière élevant l'ambition de la recherche d'accord dans le respect de la réussite de l'autre dans et avec l'accord.

### Droit collaboratif
Le Droit collaboratif, ou méthode collaborative, est une pratique du droit utilisant la négociation sur la base d’intérêts où les avocats sont engagés pour aider les parties à conclure une entente mutuellement acceptable. Les avocats et les parties signent un contrat stipulant leur consentement à ne pas aller devant les tribunaux. Les parties et les avocats travaillent en équipe. 
Les avocats pratiquant le droit collaboratif ont préalablement reçu une formation spécifique sur la base de la négociation raisonnée, leur permettant d'aider les parties à renouer le dialogue pour parvenir à la meilleure solution possible à leur conflit. Les clients  et leurs avocats se réunissent lors d'entretiens pour évoquer le conflit, ses origines, et le déconstruire afin de trouver un terrain d'entente satisfaisant pleinement les parties. L'accord final peut être homologué par le juge compétent.

### Med-arb
Le med-arb est une approche mixée de la médiation et de l'arbitrage. En cas d'échec de la médiation - et plus vraisemblablement le médiateur ayant atteint ses limites de compétence - le médiateur se transformerait en arbitre. Le med-arb est présenté comme une prestation optimisée et permettant d'augmenter les chances que les parties aboutissent à un accord.

### Recours collectif
Le recours collectif permet aux consommateurs d'engager une action collective qui peut se limiter à exercer un rapport de force visant à faire changer une politique ou un comportement de la part d'un fabricant ou d'un distributeur, voire à faire retirer un produit ou à le faire modifier. Ce recours peut aussi s'exercer en justice.

### Mode alternatif de règlement de conflit en ligne

#### Conflits financiers, de nom de domaine...
Depuis le développement d'Internet, les modes alternatifs de règlement de conflit en ligne (ODR ou Online Dispute Resolution en anglais), se sont développés. Des structures ont été mises en place. Historiquement, les premiers différends concernaient les noms de domaine, puis les différends avec les commerces en ligne et les fournisseurs d'accès Internet ont favorisé le développement de nouvelles pratiques de règlement des conflits, justifiant notamment les recours collectifs en raison des enjeux peu importants impliqués individuellement.

#### Conflits de vie communautaireon line
Avec le développement des systèmes communautaires, notamment des plateformes d'échanges de connaissances, il existe de nouveaux conflits qui impliquent de nouvelles pratiques de règlement de différends. Le fait même que les personnes n'utilisent pas forcément leur propre nom, mais plutôt des pseudos, contourne la question par exemple de la diffamation. Les administrateurs des communautés mettent en place des systèmes plus ou moins élaborés d'arbitrage, d'échange et de discussion pour régler les désaccords, parfois enflammés, des membres. À titre d'illustration, il est intéressant de se reporter aux modalités mises en place sur wikipedia.

## Droit par État

### Droit français

#### Rôle des avocats dans la pacification des conflits
Le code de déontologie des avocats a été modifié en décembre 2020. Il recommande désormais à l'avocat " d'examiner avec ses clients la possibilité de résoudre leurs différends par le recours aux modes amiables ou alternatifs de règlement des différends préalablement à toute introduction d’une action en justice ou au cours de celle-ci " (article 6.1 du RIN). Plusieurs avocats militent ainsi pour faire évoluer leur rôle. Ainsi, dans une tribune publiée dans le journal Ouest France le 2 février 2021, Me Jean-Philippe MARIANI affirme que "les avocats peuvent et doivent devenir les premiers acteurs de tous les modes de règlement des conflits, amiables comme contentieux. (...) Il s’agit là d’un changement profond de paradigme pour le barreau. Les juges de paix ont disparu… À quand les avocats de Paix ?". De même, Me Barbara RÉGENT défend l'idée que l’avocat en droit de la famille et des personnes doit être un pacificateur : "Il n’a pas vocation à alimenter le conflit, comme certains le croient à tort, mais doit contribuer à l’éteindre. Il est un pompier, non un pyromane".

#### Rôle des magistrats dans la pacification des conflits
L'article 21 du code de procédure civile énonce qu' «il entre dans la mission du juge de concilier les parties ». Dans une tribune publiée dans le journal Ouest France le 29 avril 2021, Fabrice Vert, premier vice-président au tribunal judiciaire de Paris, et Valérie Lasserre, professeure agrégée de droit à l’université du Mans soulignent que " le jugement n’est pas une fin en soi ; il sert à atteindre la finalité ultime de la justice : rétablir la paix sociale. Or, pour atteindre ce but de pacification, il existe un second moyen : concilier les parties". Dans un rapport du 7 juillet 2021, la Cour de cassation s’inscrit dans cette dynamique et souligne que les modes amiables permettent aux parties « de s’exprimer dans un cadre souple, souvent plus propice à la désescalade du conflit que celui proposé par l’enceinte judiciaire ».

### Droit québécois
Lorsque le législateur québécois a adopté le nouveau Code de procédure civile de 2016, l'un des principaux piliers de la réforme était d'introduire les modes de prévention et de règlement des différends (modes PRD) dans le Code de procédure civile. Ainsi, les articles 1 à 7 du nouveau Code concernent les modes PRD. La nouvelle loi crée notamment une obligation de considérer le recours aux modes PRD avant de s'adresser aux tribunaux.

## Exemples par région

### Union européenne
L'Union européenne a instauré un cadre juridique harmonisé pour la résolution alternative de conflits (ADR) en matière de consommation par la directive 2013/11/UE, qui impose aux États membres de garantir un accès aux procédures ADR pour les différends contractuels entre consommateurs et entreprises. Le règlement (UE) n° 524/2013 a établi la plateforme de Règlement des litiges en ligne (ODR) pour le commerce électronique transfrontalier.
Dans certains secteurs réglementés, l'accès aux ADR est obligatoire. Par exemple, selon la directive 5 de 2018 de la Malta Gaming Authority (MGA), les opérateurs de jeu agréés à Malte doivent coopérer avec des entités ADR certifiées pour résoudre les différends avec les consommateurs. L'une de ces entités, Madre, est un organisme ADR certifié opérant sous ce régime ; il s’agit d’une initiative du groupe Rgoal, active dans la résolution de litiges liés aux services numériques et au divertissement en ligne à l’échelle de l’UE.